# Fabomotizol
Fabomotizol ist ein angstlösender Arzneistoff, der Anfang der 2000er als Afobazol (Tabletten) in Russland eingeführt wurde. Neben der Anxiolyse hat der Wirkstoff neuroprotektive Eigenschaften.
Sedierung und Muskelrelaxation treten im Gegensatz zur Behandlung mit Benzodiazepinen unter Behandlung mit Fabomotizol nicht auf. Der Wirkungsmechanismus ist bislang wenig erforscht. Es gibt Hinweise auf Wirkung an GABA-Rezeptoren, Melatonin-Rezeptor-Antagonismus und Sigma-Rezeptor Agonismus. Fabomotizol ist ein moderater reversibler MAO-A-Hemmer und interagiert ebenfalls mit dem serotonergen System. Dies scheint potenziell für die angstlösende Wirkung verantwortlich zu sein.

Klinische Studien ergaben, dass Fabomotizol gut vertragen wurde und solide effektiv in der Behandlung von Ängsten ist.